# The Visitation (Chrome)
The Visitation è il primo album in studio del gruppo musicale Chrome, pubblicato il 1976.

## Tracce
Lato 1
1. How Many Years Too Soon – 5:10
2. Raider – 3:58
3. Return to Zanzibar – 3:52
4. Caroline – 3:42

Lato 2
1. Riding You – 4:51
2. Kinky Lover – 3:32
3. Sun Control – 3:10
4. My Time to Live – 4:20
5. Memory Cords over the Bay – 4:46

## Formazione
- Damon Edge - batteria, sintetizzatore, voce
- John Lambdin - voce, chitarra, basso, mandolino, violino elettrico
- Mike Low - chitarra, basso, sintetizzatore, voce
- Gary Spain - basso, tastiera, violino elettrico e acustico